# Шапп, Клод
Клод Шапп (фр. Claude Chappe; 25 декабря 1763, Брюлон, департамент Сарта — 23 января 1805, Париж) — французский механик, изобретатель одного из способов оптического телеграфа.

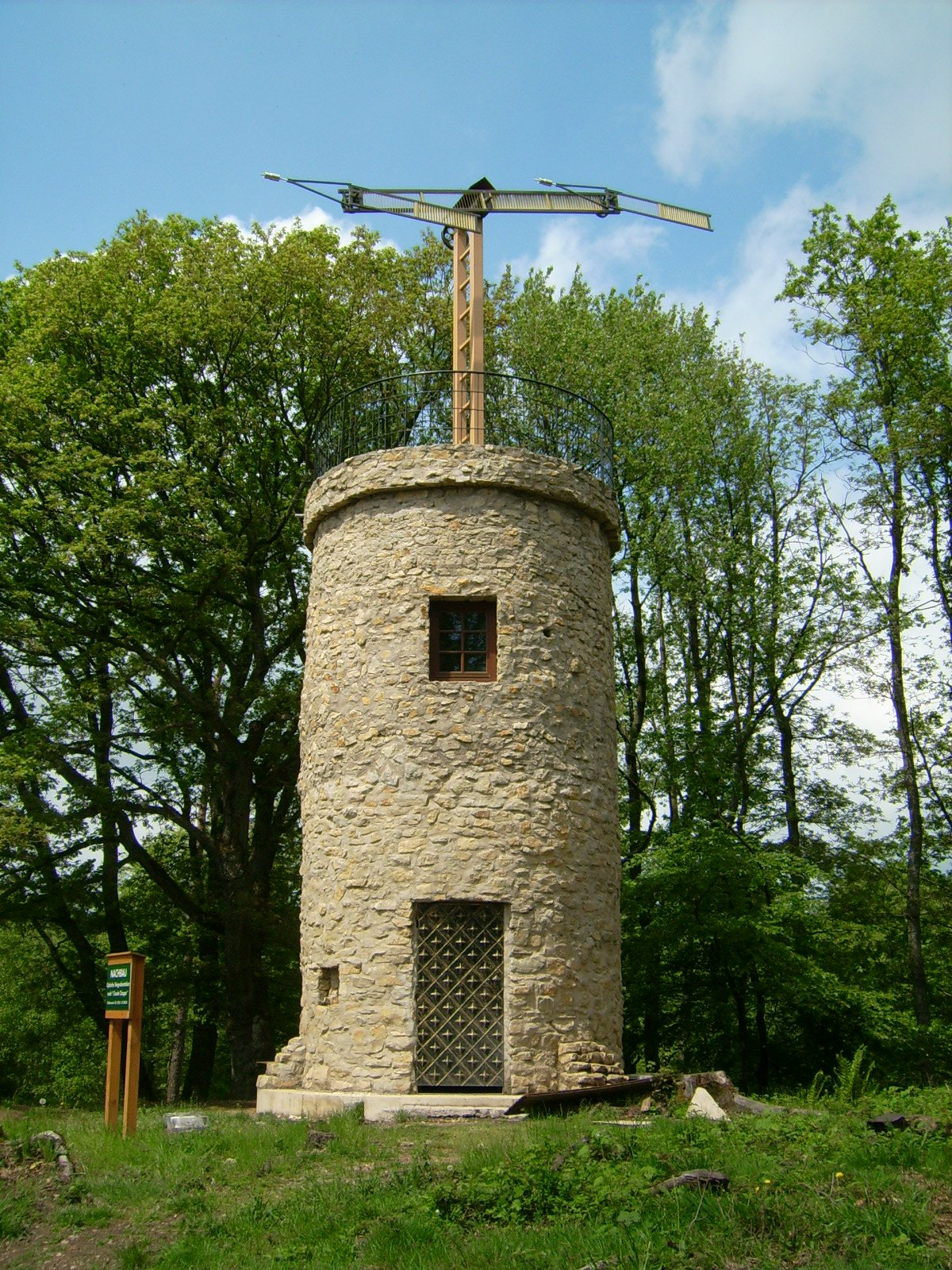
Оптический телеграф Шаппа в Литермонте (Германия)

В 1793 году Клод сконструировал линию оптического телеграфа. Сигнал передавали устройства, которые Клод назвал «тахиграфами», внешне они напоминали огромные часовые циферблаты. Как только на одном тахиграфе передвигалась стрелка на определенный символ, то оператор следующего тахиграфа, увидев это, должен был повторить сигнал. Таким образом, сигнал шел от одного устройства к следующему. Когда Клод Шапп стал устанавливать тахиграфы в Париже, разъяренная толпа горожан уничтожила эти устройства.
При участии Абрахама-Луи Бреге (Abraham-Louis Bréguet), Клод разработал новый способ передачи депеш посредством системы башен с подвижными шестами. Шапп представил в 1792 году описание своего метода, под названием семафора, национальному собранию, по постановлению которого сооружена была в 1793—1794 годах первая линия оптического телеграфа между Парижем и Лиллем длиной 225 км. Также планировалось соорудить 22 станции, провести комплектацию и обучение служащего персонала. Работники получали 25 су в день и могли легко попасть в тюрьму за халатность. Каждая станция была оборудована вертикальной мачтой, напоминающей железнодорожный семафор. К концу мачты были прикреплены подвижные линейки. При помощи шнуров и блоков линейки могли принимать 196 различных положений, изображая не только все буквы, но и целые наиболее употребительные слова. Каждая станция обслуживалась одним или двумя работниками. Они наблюдали за соседней станцией в подзорную трубу и воспроизводили на своей мачте те сигналы, какие им передавал сосед. Затем сигналы передавались дальше, и буква за буквой, слово за словом передавались депеши от одной станции к другой по всей линии.
Шапп получил звание телеграфного инженера (1793) и был назначен директором французских телеграфных линий (1794). Вслед за сооружённой линией стали строиться новые, главным образом, для военных целей. 1 сентября 1794 года в Париже получили первую депешу по новому оптическому телеграфу Шаппа. Из Лилля извещали Национальный конвент: армия французской республики одержала победу над австрийцами.
Телеграф Шаппа имел, конечно, много недостатков: станции приходилось строить слишком близко друг к другу, при передаче на большие расстояния текст искажался. Но главным недостатком оптического телеграфа была его зависимость от погоды: телеграф работал только в ясные дни.
Впоследствии, система телеграфа Шаппа была усовершенствована А. Эделькранцем. Система сохранила своё значение до введения электрического телеграфа в середине XIX века. В 1805 году вследствие того, что многие стали оспаривать у него первенство его открытия, Шапп впал в меланхолию и лишил себя жизни.
В 1893 году ему сооружён памятник на С.-Жерменском бульваре (уничтожен во время Второй мировой войны).
Его брат Игнатий (1760—1823), помогавший ему при работах по открытию его системы телеграфа, был главным директором французских телеграфов и известен своим сочинением «Histoire de la télégraphie» (1824).